# 히노 테루코
히노 테루코(일본어: 日野 輝子 ひの てるこ[*], 덴쇼 9년 (1581년) - 게이초 12년 5월 20일 (1607년 7월 13일))는 아즈치모모야마 시대의 여관이다.
뇨보이름은 토우노오오스케노츠보네 (藤大典侍局)이다. 곤다이나곤 히노 테루스케의 딸이다.
게이초 7년 (1602년)에 손쇼 입도친왕을 낳았다. 게이초 12년에 27살의 나이로 사망했다.
묘소는 교토부 교토시에 있는 햐쿠만벤치온지이다.